# Oberleitungsbus Osch
Der Oberleitungsbus Osch ist ein Oberleitungsbusnetz in Osch, der zweitgrößten Stadt Kirgisistans.
Das Netz wurde am 1. November 1977 in Betrieb genommen, womit es das zweite Obusnetz des Landes ist. Derzeit verkehren zwei Linien. In der Stadt gibt es ein Obus-Depot. 2023 waren 30 Obusse im Bestand.

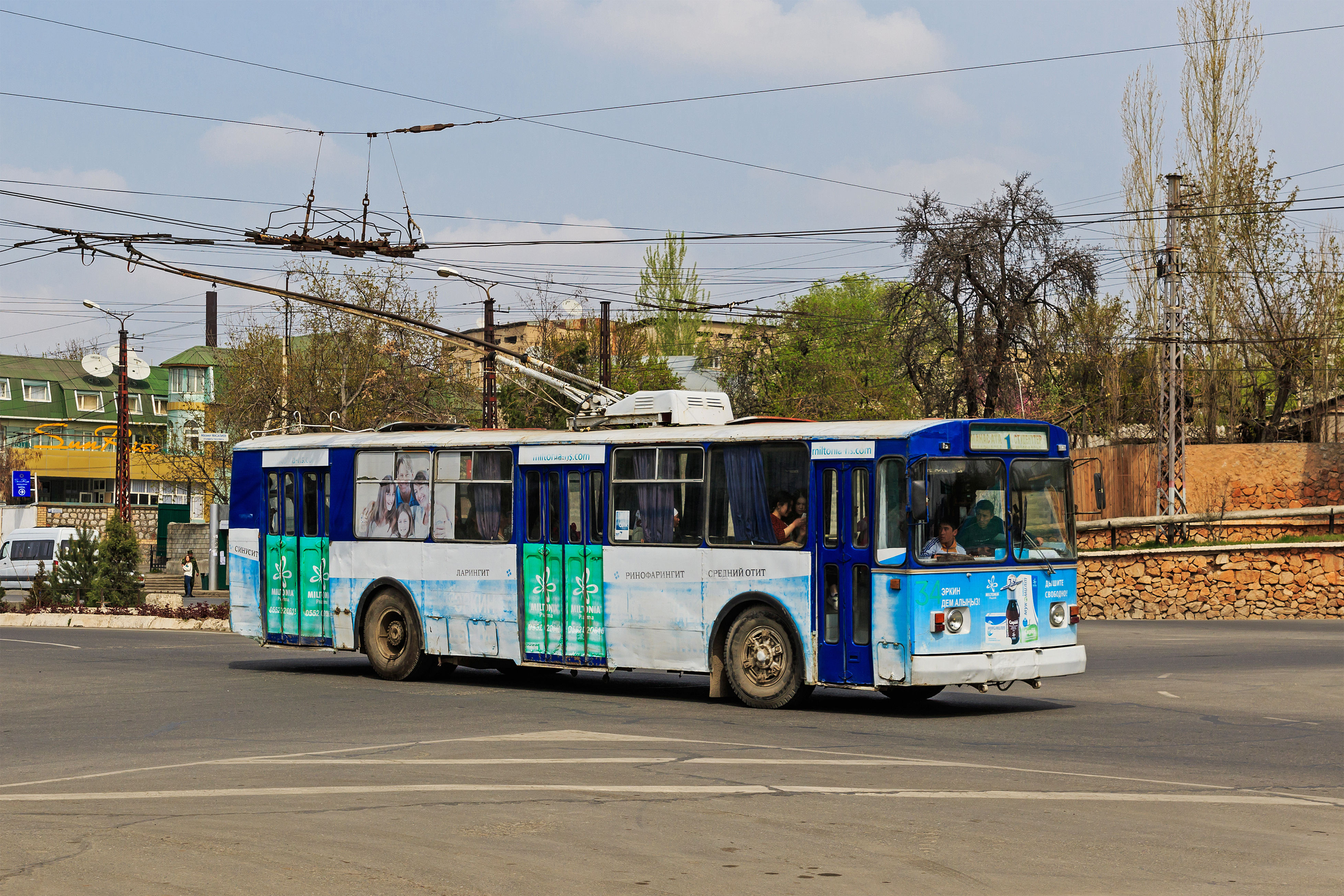

## Netz
Das Netz besteht aus zwei Linien.
- Linie 1: Sie beginnt am Campus der Universität Osch und verläuft mit den anderen beiden Linien am Fluss entlang gebündelt bis zur Haltestelle Gresnador. Dort zweigt sie von den anderen beiden ab und bedient den Südosten bis zur Endhaltestelle Manas Ata. Insgesamt hat die Linie 20 Haltestellen, davon sind 8 mit den anderen Linien geteilt.
- Linie 2: Sie beginnt ebenfalls am Campus und zweigt dann an der Station Gresnador gemeinsam mit der zukünftigen dritten Linie von der ersten Linie ab. Sie überquert den Fluss, führt nach Westen und macht einen Bogen nach Osten. Dort fahren die O-Busse einmal im Kreis und dann nach Osten, wo sie am Busbahnhof ihre Endstation erreichen.

## Fahrzeuge
Der gesamte Fahrzeugbestand bestand 2010 aus unterschiedlich alten Versionen des Typs ZiU-9. Davon stammten 14 aus sowjetischen Beständen, 8 Stück wurden 2001 ausgeliefert. Im Jahr 2016 finanzierte die Europäische Bank für Wiederaufbau und Entwicklung 30 neue Obusse. Es ist geplant, 20 weitere Obusse zu erneuern und eine dritte Linie zu einzurichten.